# Rimavské Janovce
Rimavské Janovce (in ungherese: Jánosi) è un comune della Slovacchia facente parte del distretto di Rimavská Sobota, nella regione di Banská Bystrica.